# Le Fils du dragon
Pour plus de détails, voir Fiche technique et Distribution.
Le Fils du dragon (Son of the Dragon) est un téléfilm américain de David Wu divisé en quatre parties totalisant 174 minutes, diffusée le 1er septembre 2007 sur Hallmark Channel.

## Synopsis

### Première partie
D.B est un enfant recueilli à Shanghai par Bird, un valeureux guerrier. Il vole les riches pour donner aux pauvres et s'amuse, sans-cesse, à défier les autorités du gouverneur.
Le jour où il apprend que des festivités sont organisées en l'honneur du futur mariage de la princesse, il ne résiste pas à se faire passer pour l'un des prétendants afin de dérober quelques-uns des joyaux entassés dans le somptueux palais.
Mais, il ne se doutait pas qu’il allait trouver un trésor bien plus inestimable : le cœur de la princesse.

### Seconde partie
Sur les recommandations de sa fille, le gouverneur lance un défi aux trois princes dans le but de les départager. Il s'agit de rapporter l'Œil du dragon qui est en réalité une perle précieuse dotée de pouvoirs magiques.
Celui qui la ramènera, se mariera avec la princesse et lui succèdera à la fonction de chef suprême.
Les princes du Nord, des Indes et D.B accompagné de son mentor Bird, se lancent alors dans l'aventure, prêts à braver les obstacles et à affronter les monstres de la forêt envoûtée.

### Troisième partie
Après une première épreuve remportée malhonnêtement par le Prince du Nord, la princesse arrive à convaincre son père d’ajouter autant d'épreuves qu'il y a de princes.
Le deuxième objet figurant sur la liste des merveilles est un tapis qui a le pouvoir de voler.
Pendant ce temps, la princesse prétexte une retraite dans un temple pour aider l'élu de son cœur.

### Quatrième partie
Ultime objet à rapporter au palais : Le fruit de la vie, un élixir magique.
Bird est le seul à en connaître l'existence et, cette fois, part sans D.B à la quête de l'objet, laissant son fils spirituel prendre son propre chemin.
Mais de nombreux complots se préparent.

## Fiche technique
- Réalisation : David Wu (en)
- Scénario : Jacqueline Feather et David Seidler sur une histoire de Dominic Minghella
- Production : Matt Fitzsimons, Erik Heiberg et James Wilberger
- Musique : Lawrence Shragge
- Société de distribution : RHI Entertainment
- Langue : anglais

## Distribution
- John Reardon (en) : D.B. (DiaBolic)
- David Carradine : Bird
- Desiree Ann Siahaan : La Princesse Li Wei
- Rupert Graves : Le Prince du Nord
- Theresa Lee (en) : Ting Ting
- Kay Tong Lim : Le Gouverneur
- Eddy Ko : Seigneur Shing
- Michael Chow : Bo

## Tournage
Malgré sa nationalité américaine, il a été entièrement filmé en Chine et notamment dans la province de Zhejiang.

Quant au palais, il s'agit d'une exacte réplique de la Cité interdite.